# Fitoteràpia

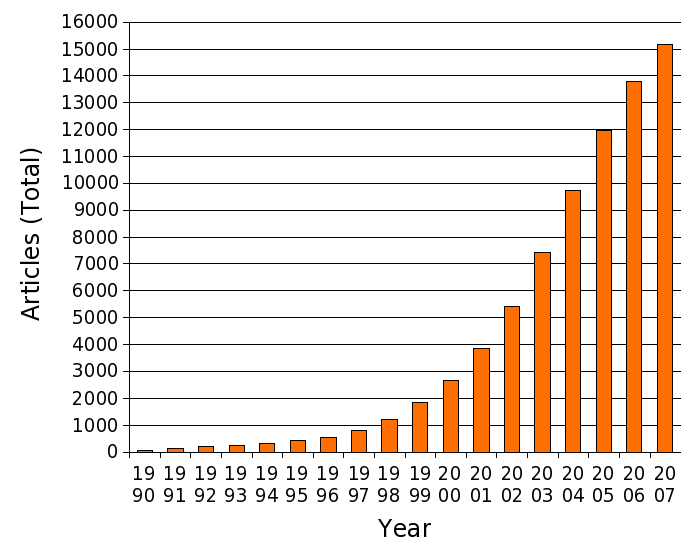
Nombre d'escrits de recerca llistats a PubMed de 1990 a 2007 que contenen la paraula phytotherapy (fitoteràpia)

La fitoteràpia és la branca de la medicina que fa servir extractes de plantes –fitofàrmacs– com a medicament. Les medicines herbàcies no difereixen de les convencionals en termes del seu funcionament.
La farmacognòsia és la branca de la ciència de substàncies d'origen natural, que inclou plantes, fongs, productes d'abelles, minerals, composts d'origien animal i llur efecte en la salut, sigui com a medicament, com a additiu alimentari, colorant, cosmètic, verí o droga.
L'etnobotànica del seu costat és la ciència multidisciplinària, que estudia les relacions de les persones i les plantes, incloent les denominacions, les aplicacions i la gestió tradicionals dels vegetals per les societats humanes. La medicina tradicional precientífica, pot ser una font per trobar noves substàncies actives. Tot i això, qualsevol report d'un ús medicinal no és pas una prova d'un efecte real. Hi ha molta creença popular i efecte placebo. L'inventari del saber popular dels Països Catalans, conté gairebé de cinquanta-cinc mil reports d'usos medicinals.
És una de les branques més antigues de la medicina i dels remeiers. S'hi pot distingir el consum artesà: tisanes, pocions, pomades i l'estudi científic dels components químics d'origen vegetal. Les plantes contenen centenars de composts químics i l'estudi científic intenta identificar quin és que té efecte. Així per exemple, les tisanes d'escorça de salzes eren conegudes per l'efecte analgèsic i febrífug. A mitjan segle xix s'hi va identificar l'àcid salicílic que va esdevenir un component de molts medicaments. Uns percentatge del 25% dels medicaments de prescripció mèdica tenen un component d'origen vegetal.
Si un compost és d'origen vegetal no dona per se cap garantia que sigui millor o menys nociu que un fàrmac de síntesi (bio)química. La tora blava conté aconitina, un verí molt poderós, tot i ser herbaci i natural, que és més mortal de molts verins sintètics. Remeis herbacis venuts a internet o en circuits no controlats comporten altres riscs: contaminació amb plaguicides, metalls pesants i altres productes tòxics del medi ambient on van créixer. Remeiers amateurs que en cullen per l'autoconsum i no s'ho coneixen ben bé, prenen el risc de confondre herbes benèfiques amb herbes tòxiques. Cada any hi ha accidents amb relació a això.
Quan es fan servir plantes directament sovint és difícil dosificar: la concentració de principis actiu pot varia d'una planta a l'altra, segons el lloc on ha crescut, la manera de conservar, la variant i molts altres factors. Val el principi de Paracels: «Tot es vérí… només la dosi fa el verí.» Per això es produeixen extrets estandarditzats i és menester desenvolupar els remeis d'origen vegetal amb els mateixos principis científics i de control de qualitat de qualsevol altre medicament. Preparats estandarditzats contenen una concentració precisa que permet dosificar sense errors.
- Tora blava (Aconitum napellus) la planta més verinosa d'Europa
- L'escorça dels salzes s'ha utilitzat durant segles com analgèsic i febrífug
- Datura stramonium és un tractament efectiu per l'asma però és un al·lucinogen poderós i a grans dosis pot resultar mortal

## Formes
N'hi ha diferentes formes. Se n'ha de respectar la posologia, que en determina la dosi i la manera de prendre'ls. Es poden aplicar per via oral, per diferents menes de banys, cataplasmes, compreses o foments (compreses calents), bafs, emplastres, gargarismes, ènemes, irrigacions vaginals…
Aquestes aplicacions es poden fer a partir de tisanes: preparacions líquides fetes per infusió, decocció o maceració. Excepte les maceracions fetes amb alcohol o oli, no es conserven bé i s'han de consumir fresques. També poden servir, segons l'espècie de planta per a banys o també banys oculars, de peus o de mans o de polvores, vins o xarops fet amb sucre o mel a partir de tisanes.
A més de plantes fresques o assecades, hi ha els preparats que són el resultat d'una transformació industrial de primeres matèries vegetals, generalment es prenen amb aigua. Els principals productes estandarditzats són extrets, polvores, tintures, càpsules i olis essencials.
Per exemple en l'hipèric perfoliat (Herba de Sant Joan) sovint s'estandarditza com el constituent antiviral hipericina, el qual actualment se sap que és l'ingredient actiu per a ús com antidepressiu. Altres companyies estandarditzen la hiperforina o tots dos, però hi deu haver 24 possibles constituents.

## Legislació
Encara que molts consumidors creuen que la fitoteràpia és segura pel fet de ser productes naturals, hi ha riscs reaccions adverses, interacció amb altres medicaments, sobredosi. Les herbes, els extractes d'herbes o els fitoquímics s'utilitzen àmpliament com a aliments, medicaments i com a medicaments tradicionals. Són ben regulats a la Unió Europea, amb controls exhaustius tant de seguretat com d'eficàcia o validesa de les declaracions de salut. No es pot vendre i pretendre qualsevol efecte beneficiós, sense portar-ne proves científiques. També fixa criteris de qualitat per eliminar productes a base d'herbes falsificats, deficients, adulterats i contaminats.

## Unes plantes medicinals perillosos
| nom                  | binomi               | composts tòxics principals           | risc |
| -------------------- | -------------------- | ------------------------------------ | --- |
| tora blava           | Aconitum napellus    | aconitina, pseudoaconitina           | verí mortal amb petites dosis                                                                                                  |
| àrnica               | Arnica montana       | helenalina, dihidrohelenalina        | al·lèrgia dermatitis tòxica per ús intern                                                                                      |
| belladona            | Atropa belladonna    | atropina, hiosciamina                | complicació de l'embaràsmalaltia cardiovascular o de l'aparell digestiu trastorn mental entre d'altres                         |
| briònia              | Bryonia dioica       | brionina, brionidine                 | nausea, dolor abdomina, diarea deliri, rampa, vomit, mort                                                                      |
| trompera fràgil      | Ephedra fragilis     | efedrina, pseudoefedrina norefedrina | cefalees, angoixa, tremolor i insomni trastorns psicòtics, nàusees, taquicàrdies i dolors precordials suor i retenció urinària |
| gelsemium            | Gelsemium (gènere)   | gelsemina                            | neurotòxic, irritació de la pell, mort en dosi lleugers i controlat podria ser efectiu contra la neuroinflamació               |
| jusquiam negre       | Hyoscyamus niger     | escopolamina, hiosciamina            | paralisi pulmonar, al·lucinacions, arritmia                                                                                    |
| falguera mascle      | Dryopteris filix-mas | butanofloroglucida, filicina         | mal de cap, vòmit, diarea, insuficiència pulmonar o cardiaca dany als ronyons i al fetge, ceguesa, mort                        |
| Phytolacca           | Phytolacca (gènere)  | fitolaccina, fitolaccotoxina         | mal de cap, gastroenteritis, ardor a la boca, rampa abdominal, vòmit i diarrea espumosa                                        |
| Podophyllum          | Podophylli peltati   | podofil·lina                         | |
| hel·lèbor negre fals | Veratrum nigrum      | veratroilzigadenina                  | arrítmia, nàusea, vòmit |